# Henrik C:son Holmdahl

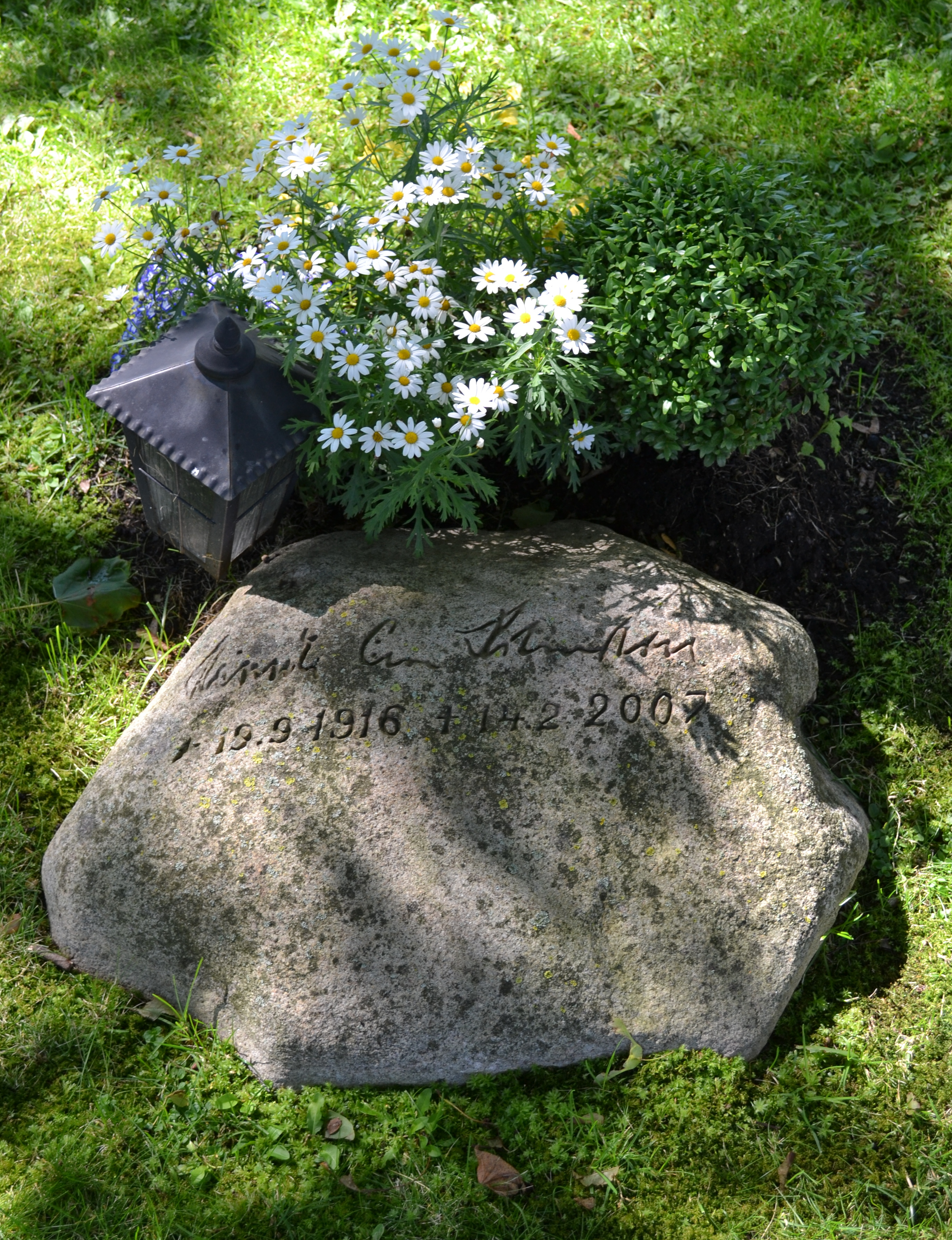
Henrik C:son Holmdahls gravvård på Östra kyrkogården i Varberg.

Henrik Carlsson (C:son) Holmdahl, född 19 september 1916 i Helsingborg, död 14 februari 2007 i Varberg, var en svensk läkare (ortoped).
Henrik C:son Holmdahl var son till läkaren Carl Holmdahl och dennes hustru Ida Maria Björck. Han avlade studentexamen i Helsingborg 1934 och blev medicine kandidat vid Uppsala universitet 1937, samt medicine licentiat 1943. Han var extra ordinarie läkare vid Sätra brunn 1939 och 1940 och arbetade i Finland 1940. Han var assisterande läkare vid kirurgiska kliniken vid Akademiska sjukhuset 1944 och vikarierande underläkare och extra ordinarie läkare vid kirurgiska avdelningen vid Sundsvalls sjukhus 1944 och 1945. Holmdahl tjänstgjorde som 2:e underläkare där 1945–1947, 1:e underläkare vid Kronprinsessan Victorias kustsanatorium för skrofulösa barn 1947–1948, 2:e underläkare vid Ortopediska kliniken i Göteborg 1948–1951 och 1:e underläkare där 1951–1952. Han var underläkare vid ortopediska kliniken vid Malmö allmänna sjukhus 1953–1954, vid ortopediska kliniken i Lund 1955–1956 och biträdande lasarettsläkare vid ortopediska kliniken i Linköping 1957–1960.
Holmdahl var överläkare vid ortopediska kliniken i Boden 1960–1967 och överläkare vid Apelvikens sjukhus i Varberg 1967–1976. Verksamheten vid Apelvikens sjukhus flyttades 1976 till det nya sjukhuset i Varberg, där Holmdahl fortsatte tjänstgöringen som överläkare, tills han gick i pension 1981.
Då Holmdahl i december 1966 utsågs av Kungl. Maj:t till överläkare vid Apelvikens sjukhus, var han den siste läkaren i Sverige att anställas med kunglig fullmakt, vilket avskaffades för läkare från och med 1967.